# Улица Свердлова (Томск)
У́лица Све́рдлова — улица в Томске, от улицы Шишкова до Загорной улицы.

## История
Возникла (1878) как продолжение Карповской улицы (ныне — Мамонтова), с чем связано происхождение первоначального самостоятельного названия (1908) — Новокарповская.
До 1908 года продолжалась до Кривой улицы. На улице имелись торговые заведения, трактир, постоялый двор (д. 12). В основном преобладала деревянная застройка.

## Новая история
Накануне празднования 10-летия Октябрьской революции (6 ноября 1927 года) была переименована в честь Я. М. Свердлова. До того, в 1925 году, улицу предлагали переименовать в улицу Воровского или Володарского.
Застройка улицы представляет собой деревянный жилой фонд дореволюционного времени, частично в заброшенном состоянии.